# Sima Milutinović Sarajlija
Sima Milutinović Sarajlija (in serbo Сима Милутиновић Сарајлија?; Sarajevo, 3 ottobre 1791 – Belgrado, 30 dicembre 1847) è stato uno scrittore, storico e diplomatico serbo, considerato assieme a Vuk Stefanović Karadžić una delle personalità più importanti della letteratura serba del XIX secolo, il primo autore romantico serbo.

## Biografia

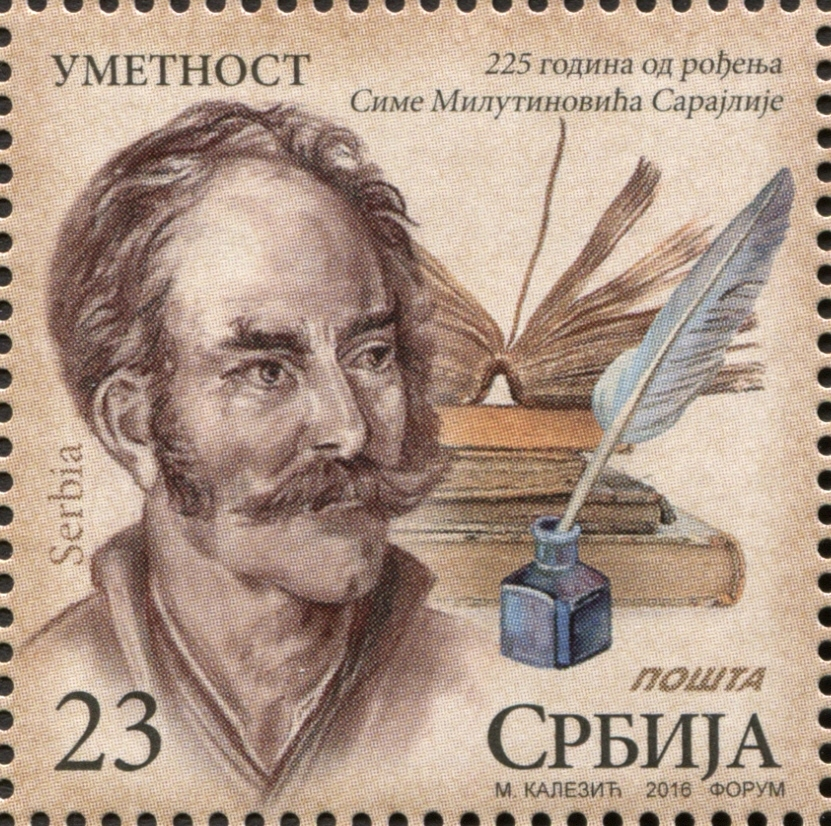
Sima Milutinović Sarajlija in un francobollo serbo del 2016

Sima Milutinović Sarajlija nacque a Sarajevo il 3 ottobre 1791, dai genitori Milutin Simovic (1741-1828) e Andjelija Srdevici (1773-1817), ma ben prestò dovettero fuggire dalla peste.
Milutinović frequentò le scuole di Belgrado, di Seghedino, Sremski Karlovci, Zemun, dove imparò la lingua greca con l'intenzione iniziale di entrare nel mondo del commercio.
Durante la sua esistenza insegnò, dal 1813, storia, geografia, calcolo e lingua tedesca agli studenti delle scuole superiori di Belgrado.
Partecipò attivamente a tutte le lotte serbe del suo tempo per l'autonomia e l'indipendenza; coinvolto nella lotta contro i turchi, fu arrestato e torturato in una prigione turca.
Esordì nella letteratura con brevi scritti poetici, ispirati dal suo primo grande amore per Fatima, una ragazza turca, dopo di che nella primavera del 1814 scrisse una petizione all'imperatore russo e turco per salvare la Serbia, che tre anni dopo diventerà un Principato autonomo.
Lasciò la Serbia nel 1816 per cercare i genitori rifugiati in Russia. Dalla Russia si recò in Germania, dove rimase fino all'autunno del 1827, quando si trasferì in Montenegro, prima di soggiornare definitivamente in Serbia nel 1832, dove il principe Miloš Obrenović I di Serbia gli chiese di scrivere la storia della Seconda rivolta serba. Per pubblicarla andò a Lipsia, dove incontrò Johann Wolfgang von Goethe che espresse entusiasmo nei suoi riguardi. Tornato in Serbia, ricevette la carica di segretario del Ministero della Pubblica Istruzione.
Nel 1827 Milutinović ultimò la raccolta lirica Sul far dell'aurora (Zorica, 1827), cui seguirono altre poesie pubblicate su numerose riviste, che si rivelarono come le più riuscite di Milutinović, perché si caratterizzarono per la spontaneità e uno stile dai ritmi popolareschi; invece le composizioni successive, anche se dedicate a personaggi ed a eventi politici importanti, a personalità insurrezionali serbe, manifestarono una serie di allegorie non sempre chiarissime, così come il linguaggio poetico.
Molto apprezzati risultarono gli scritti epici: Serbiade (La Serbianka, 1826), ispirata dall'Iliade e incentrata sulla figura del capo dell'insurrezione serba, Karađorđe Petrović; Le tre sorelle (Trojesestarstvo, 1837), descrivente la seconda insurrezione serba e il principe Miloš Obrenović I di Serbia; I tre fratelli (Trojebratstvo, 1844), una seconda parte della Serbiade, sempre di argomento storico.
Rilevanti si dimostrarono anche i due drammi di Milutinović,  Onore del Montenegro (Dika crnogorska, 1835) e La tragedia di Obilić (Tragedia Obilić, 1837), poiché innovarono la drammaturgia serba.
Sono considerate esemplari le opere storiche e folcloristiche di Milutinović, come i Canti montenegrini ed erzegovesi (Pjevanja cernogoska i hercegovačka, 1833, 1837), la Storia del Montenegro dall'inizio fino ai tempi moderni (Istorija Crne Gore od iskoni do novijega vremena, 1835), la Storia della Serbia dall'inizio dell'anno 1813 alla fine dell'anno 1815 (Istirija Srbije od početka 1813 do konca 1815 godine, 1837).
Dal 1839 Milutinović visse in Serbia al servizio dello stato.
Sima Milutinović Sarajlija morì a Belgrado il 30 dicembre 1847.

## Opere
- Sul far dell'aurora (Zorica, 1827);
- Serbiade (La Serbianka, 1826);
- Canti montenegrini ed erzegovesi (Pjevanja cernogoska i hercegovačka, 1833, 1837);
- Storia del Montenegro dall'inizio fino ai tempi moderni (Istorija Crne Gore od iskoni do novijega vremena, 1835);
- Onore del Montenegro (Dika crnogorska, 1835);
- Le tre sorelle (Trojesestarstvo, 1837);
- La tragedia di Obilić (Tragedia Obilić, 1837);
- Storia della Serbia dall'inizio dell'anno 1813 alla fine dell'anno 1815 (Istirija Srbije od početka 1813 do konca 1815 godine, 1837);
- I tre fratelli (Trojebratstvo, 1844).